# جشنة الشجر
جشنة الشجر أو أبو فصية الشجر (الاسم العلمي: Anthus trivialis) (بالإنجليزية: Tree Pipit) هو طائر صغير من الجواثم ينتمي لفصيلة التمرة وأم عجلان (فصيلة: Motacillidae) .

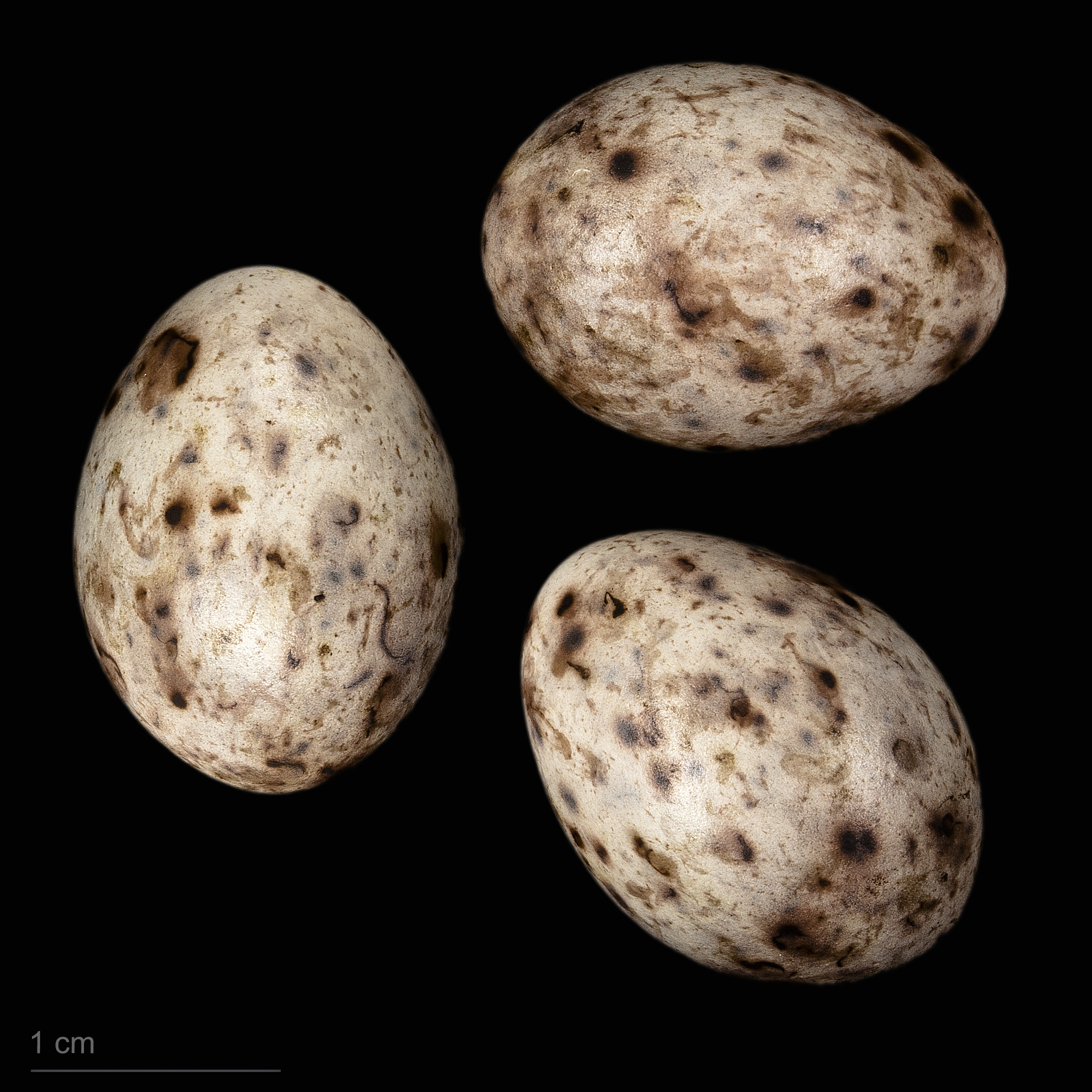
بيض جشنة الشجر